# NISSAN シネマ・メゾン
NISSAN シネマ・メゾン（にっさん シネマ・メゾン）は、2007年4月2日から同年9月24日の間、ニッポン放送で放送されていたラジオ番組。日産自動車の一社提供。

## 内容
藤井青銅とそのスタッフによる2007年4月期スタートの二番組の中の一つ。
バーを舞台としたミニドラマ、映画、映画俳優・監督ら関係者の紹介と、それに関連した音楽を中心として構成されている。ミニドラマでは、アドリブ的なトークかと思われる部分も見受けられた。
また、『NISSAN車メゾン』という車ソムリエなる人物が登場するCMや、感想を一般人が語る映画の予告編パロディーCMが放送されていた。
最終回では、9月17日に行われた『バンド・ワゴン』DVD上映会に参加したリスナーの感想が放送された。
2008年1月1日に1夜限りで復活した。但し日産自動車は提供しておらず、単に『シネマ・メゾン』というタイトルであった。

## パーソナリティ
- オーナー・藤村俊二 （俳優）
- シンマイこと新谷麻衣子・前田愛（声優）

他にも、なかなか店に来ないチーフという人物が設定されていた。

## 扱われた映画
- 第1回…『ワーキング・ガール』（2007年4月2日）
- 第2回…『ゴースト/ニューヨークの幻』（2007年4月9日）
- 第3回…『ブルース・ブラザース』（2007年4月16日）
- 第4回…『フィールド・オブ・ドリームス』（2007年4月23日）
- 第5回…『明日に向って撃て!』（2007年5月7日）
- 第6回…『転校生』（2007年5月14日）
- 第7回…『ホワイトナイツ/白夜』（2007年5月21日）
- 第8回…『グッバイガール』（2007年6月4日）
- 第9回…『グリース』（2007年6月11日）
- 第10回…『月の輝く夜に』（2007年6月18日）
- 第11回…『雨に唄えば』（2007年6月25日）
- 第12回…『小さな恋のメロディ』（2007年7月2日）
- 第13回…『ビッグ・ウェンズデー』（2007年7月9日）
- 第14回…『瀬戸内少年野球団』（2007年7月16日）
- 第15回…『スタンド・バイ・ミー』（2007年7月23日）
- 第16回…『南太平洋』（2007年7月30日）
- 第17回…『ライトスタッフ』（2007年8月6日）
- 第18回…『スプラッシュ』（2007年8月13日）
- 第19回…『ピンク・パンサー』（2007年8月20日）
- 第20回…『冒険者たち』（2007年8月27日）
- 第21回…『ノッティングヒルの恋人』（2007年9月3日）
- 第22回…『ラジオ・デイズ』（2007年9月10日）
- 第23回…『バンド・ワゴン』（2007年9月24日）
- 番外…『ゴースト・バスターズ』（2008年1月1日）

## オープニングの映画音楽
リクエストBOXに送られてきた映画音楽をかける。5月からスタートした（失念あり）。
- 第8回…『ティファニーで朝食を』より「ムーン・リバー」
- 第9回…『男と女』より同名テーマ
- 第10回…『日曜はダメよ』より同名テーマ
- 第11回…『八十日間世界一周』より同名テーマ
- 第12回…『ロミオとジュリエット』より同名テーマ
- 第13回…『スティング』より「ジ・エンターテイナー」
- 第15回…『昼下りの情事』より「魅惑のワルツ」
- 第16回…『ハタリ!』より「仔象の行進」
- 第17回…『避暑地の出来事』より「夏の日の恋」
- 第18回…『腰抜け二挺拳銃』より「ボタンとリボン」
- 第19回…『トップガン』より「デンジャー・ゾーン」
- 第20回…『大脱走』より同名テーマ
- 第21回…『第三の男』より同名テーマ
- 第22回…『朝な夕なに』より「真夜中のブルース」
- 第23回…『ニュー・シネマ・パラダイス』より同名テーマ
- 番外…『ショウほど素敵な商売はない』より同名テーマ

## 扱われた映画関係者
アルファベット順に姓を並べているが、最終回のみ例外になっている。
- 第1回（A）…ジュリー・アンドリュース
- 第2回（B）…ジョン・ベルーシ
- 第3回（C）…ジャッキー・チェン
- 第4回（D）…カトリーヌ・ドヌーブ
- 第5回（E）…クリント・イーストウッド
- 第6回（F）…ジョディ・フォスター
- 第7回（G）…メル・ギブソン
- 第8回（H）…ダスティン・ホフマン
- 第9回（I）…伊丹十三
- 第10回（J）…アンジェリーナ・ジョリー
- 第11回（K）…黒澤明
- 第12回（L）…ブルース・リー
- 第13回（M）…マリリン・モンロー
- 第14回（N）…
- 第15回（O）…大島渚
- 第16回（P）…アンソニー・パーキンス
- 第17回（Q）…アンソニー・クイン
- 第18回（R）…ジュリア・ロバーツ
- 第19回（S）…スティーヴン・スピルバーグ
- 第20回（T）…エリザベス・テイラー
- 第21回（U）…植木等
- 第22回（V）…ロバート・ヴォーン
- 第23回…フレッド・アステア
- 番外…ダン・エイクロイド

## ゲスト
通常回では青二プロダクション所属の声優のみである。第1回と最終回には、ゲストはいない。
- 第2回・第5回・第11回・第17回・番外…草尾毅（5回とも、よく女性に振られるという設定の同一人物の役）
- 第3回…鹿野優以
- 第4回…高木早苗
- 第6回・第10回・第18回…満仲由紀子
- 第7回・第13回・第19回…三浦祥朗
- 第8回・第12回・第16回・第22回…佐藤朱
- 第9回…服巻浩司
- 第14回…田中一成
- 第15回・第20回…伊倉一恵
- 第21回…鈴木博紀
- 番外…浅田美代子、『L change the WorLd』の宣伝担当

## 放送時間
- 毎週月曜日 21:30 - 22:00（最終回のみ、ナイターの延長により21:55 - 22:25）